# ラインバウト・ダウレンガ

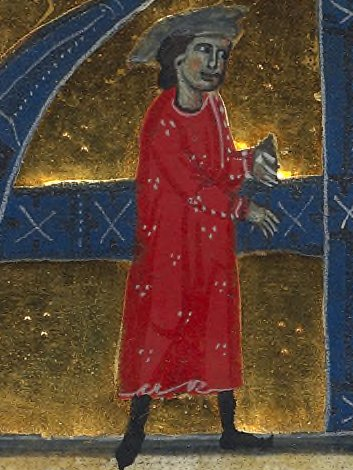
ラインバウト・ダウレンガ、13世紀の本より

ラインバウト・ダウレンガ（Rainbout d'Aurenga, 1147年 - 1173年）は、オランジュ公国及びオームラ公国の統治者にして、著名な叙情詩人。
ラインバウトは暗号のような詩のスタイルを用いた。彼の40あまりの詩は現存しており、韻を踏んだ複雑な構成をしている。
| スタブアイコン | サブスタブ | この項目は、まだ閲覧者の調べものの参照としては役立たない、文人（小説家・詩人・歌人・俳人・作詞家・作家・放送作家・随筆家（コラムニスト）・文芸評論家）に関連した書きかけの項目です。この項目を加筆・訂正などしてくださる協力者を求めています（P:文学/PJ:作家）。 |